# Broomfield (Somerset)
Broomfield is een civil parish in het bestuurlijke gebied Sedgemoor, in het Engelse graafschap Somerset met 249 inwoners.